# Mariolein
Mariolein Sijnke – holenderska wokalistka rockowa, bluesowa i popowa.

## Życiorys
Wychowała się w holenderskim Groningen, choć ma indonezyjskie korzenie. 
Tamże w 1959 roku rozpoczyna karierę piosenkarki w popularnym zespole rock and rollowym Little Ritz & the Rocking Butterflies, który miał swój fanklub z siedzibą w Amsterdamie. Dzięki zajęciu III miejsca w holenderskim talent show – w sierpniu 1960 roku, grupa wystąpiła w programie telewizyjnym pt. VARA Teenager Ritme (była to jedna z pierwszych audycji w Holandii dla nastolatków). Podczas wystawy „M.G. 61” w Parku Miejskim, grupa Little Ritz & the Rocking Butterflies akompaniuje modelom podczas pokazu mody. Ponadto występuje w 't Krotje i innych klubach w Groningen oraz często koncertuje w Niemczech, gdzie nieopatrznie, muzycy odrzucają kontrakt oferowany przez Coca Colę i w 1964 roku zespół zostaje rozwiązany.
Jeszcze przed jego rozpadem, przedstawiciele wytwórni płytowych zwracali się do Mariolein z propozycją nagrywania holenderskojęzycznych piosenek, lecz były one odrzucane ze względu na to, iż preferowala ona śpiewanie rocka w języku angielskim, zaś po rozpadzie formacji, występowała jako solistka z różnymi efemerycznymi składami, lecz z żadnym, który byłby chętny do współpracy z nią na stałe. W 1964 roku (niektóre źródła podają, że w 1965) dwa angielskie przeboje My boy lollypop i Hello Dolly w jej wykonaniu i z towarzyszeniem zespołu The Swingcopators z Hagi znalazły się na EP-ce (na stronie B krążka, znalazły się dwa utwory grupy The Jets). Fakt ten przeszedł bez echa, ponieważ singiel wyprodukowano w niewielkim nakładzie i można było go zamówić jedynie ze znaczkami marki maślanej.
W 1968 roku wokalistka poznała basistę Michała Muzolfa (właśc. Stanisław Muzolf, ur. 4 lipca 1947 w Poznaniu) podczas holenderskiej trasy koncertowej polskiej grupy rockowej Breakout i zdecydowała się na podróż z formacją Cuby & the Blizzards do Polski, gdzie w 1969 roku pojechali na tournée. Tutaj, śpiewająca anglojęzyczny repertuar, osiągnęła popularność, zaś piosenki w jej wykonaniu regularnie emitowało Polskie Radio. 
W tym samym roku śpiewała z triem Swinging Soul Corporation, które powstało latem 1969 roku i które tworzyli: Józef Skrzek – pianino, Albin Biskupski (eks-Daltoniści) – gitara basowa, Jerzy Tumidajski (eks-Bizony) – perkusja. Które pod nazwą „Maiolaine & Swinging Soul Corporation”, występowała z własnym recitalem, supportując zespół Breakout podczas jego koncertów. 
Jesienią 1969 roku wraz z Muzolfem po jego odejściu z grupy Tadeusza Nalepy, powołuje do życia nowy zespół pod nazwą Marioleine Suggestic, który oprócz nich współtworzą: Mirosław Lasoń (eks-Pięciu) - gitara, śpiew; Marian Zimiński (eks-Akwarele) – organy, pianino i J. Tumidajski – perkusja. 
Dzięki nagraniom zrealizowanym dla Rozgłośni Polskiego Radia Poznań oraz popularności Marioleine w Holandii, agencja koncertowa „Holland Telstar” w kwietniu 1970 roku zaprosiła wokalistkę i muzyków na półroczne występy do Holandii. 
Tam zmienili oni nazwę swojej grupy i jako Hard Road koncertowali, występując w licznych klubach, głównie w zachodniej części kraju, m.in. w The Roadside Club w Scheveningen, Lido w Amsterdamie czy w Des Ponderosa. 
Kolejny wyjazd piosenkarki z Hard Roadem do Holandii miał miejsce w grudniu, gdzie zespół występował m.in. z grupą Christie. Ostatecznie koncert w Paradiso zostaje odwołany, ponieważ niektórzy członkowie zespołu byli postanowili wrócić do Polski.
Po powrocie do kraju zespół osiadł w Poznaniu i opracował nowy program, w którym anglojęzyczny dotąd repertuar zostały wyparte przez autorskie kompozycje członków zespołu. Z nowym programem i w nowym składzie (, który oprócz Mariolaine (śpiew), Michała Muzolfa (gitara basowa) i Mirosława Lasonia (gitara), współtworzyli teraz także: Mirosław Polarek (eks-Niebiesko-Czarni) – saksofon, flet i Józef Hajdasz (eks-Breakout) – perkusja) formacja wystąpiła w poznańskim klubie Agora (kwiecień 1971), by następnie odbyć trasę koncertową po Polsce. W maju 1971 roku miejsce Lasonia zajął gitarzysta Jerzy Kosmowski (eks-Bardowie). 
Również w maju, grupa wystąpiła na prestiżowym „Balu Wiosennym”, którego organizatorem był warszawski Pagart.
Hard Road występuje obok gwiazd polskiej awangardy rockowej, a byli to: Niemen Enigmatic, Klan i Dżamble. Pomimo znaczących występów i niekonwencjonalnej muzyki, zespół został rozwiązany w 1972 roku. 
Wokalistka nawiązuje współpracę z czołowymi polskimi orkiestrami i dokonuje z nimi nagrań, lecz w PRL-u zabroniono promowania muzyki śpiewanej w języku angielskim, a więc nie były nagrywane i wydawane płyty. 
Jej mąż Michał Muzolf znalazł zatrudnienie w zespole instrumentalnym Jerzego Miliana, lecz w 1974 roku oboje porócili do Holandii, gdzie już nie wykazywała aktywności jako wokalistka, zaś Michał Muzolf udzielał się jako gitarzysta basowy w zespołach Cuby & the Blizzards i The Rocking Tigers.

## Dyskografia

### Single i EP
Z zespołem Little Ritz & the Rocking Butterflies
- 1963: Little Ritz & His Rocking Butterflies – None (EP, R.O.N.O. – brak numeru katalogowego, wydanie nieoficjalne)

Nagrania solowe
- 1963: Ik ben Mariolein Sijnke[2]
- 1964: Różni wykonawcy: Marioleine – My Boy Lollipop / Shake Hands (EP, Lion Tops – L-EP-11)[8]
- 1965: Różni wykonawcy – Twaalf Tiener Toppers (LP, Decca – 625 376 QL)[9]

Z zespołem Mariolein Suggestic / Hard Road
- Nagrania radiowe: Let It Be Me (z rep. Gilberta Bécaud, pierwszego wykonawcy tej piosenki)[10], Tramp, Knock On Wood (z rep. Eddiego Floyda)[11], River Deep – Mountain High (z rep. duetu Ike & Tina Turner)[12], Mgła, Otwórz niebo